# Stelis megachlamys
Stelis megachlamys là một loài thực vật có hoa trong họ Lan. Loài này được (Schltr.) Pupulin mô tả khoa học đầu tiên năm 2002.